# Quốc kỳ Vương quốc Liên hiệp Anh và Bắc Ireland
Quốc kỳ Vương quốc Liên hiệp Anh và Bắc Ireland (tiếng Anh: Flag of the United Kingdom of Great Britain and Northern Ireland) có tên là Union Jack, do ba lá cờ của ba vùng đất Anh (England), Scotland và Ireland xếp chồng lên nhau thành một. Trong lá cờ có 3 chữ thập chồng chéo lên nhau, mỗi chữ thập tiêu biểu cho vị thánh thủ hộ (trông nom) của mỗi vùng đất nêu trên.
Chữ thập ở giữa là cờ của Anh (England) - biểu tượng của thánh George. Dấu chéo trắng và nền xanh là cờ của Scotland - biểu tượng của thánh Andrew. Còn dấu chéo màu đỏ là cờ của Ireland - biểu tượng của thánh Patrick.

## Lịch sử

Quốc kỳ Vương quốc Liên hiệp Anh và Bắc Ireland được biết đến một cách rộng rãi dưới tên gọi Union Jack (Jack chỉ lá cờ treo trên tàu biển để thể hiện quốc tịch). Quốc kỳ này được sử dụng làm cờ của Liên hiệp Anh kể từ năm 1606 khi England và Scotland được hợp nhất. Mẫu cờ nguyên thủy là sự kết hợp giữa chữ thập đỏ của cờ Anh và hai vạch chéo trắng trên nền xanh của Scotland. Hai vạch chéo đỏ của Ireland được thêm vào năm 1801 khi Ireland trở thành một bộ phận của Vương quốc Liên hiệp. Xứ Wales không hiện diện trên the Union Jack, vì xứ Wales chỉ là một Công quốc thuộc Anh. Cờ của xứ Wales - Con rồng đỏ xứ Cadwallader - được sử dụng từ năm 1950.

(1606-1800)
(1801-nay)

## Sử dụng
Quốc kỳ Vương quốc Liên hiệp Anh và Bắc Ireland
thường được treo ở các tòa nhà công cộng hoặc trong các sự kiện thể thao. Trẻ em thường vẫy những lá cờ nhỏ khi một thành viên của Hoàng gia thăm địa phương mình. Trong những ngày lễ quốc gia, người Anh trang hoàng đường phố bằng nhiều cờ nhỏ treo trên dây vắt ngang đường.
Do ảnh hưởng của lịch sử, Quốc kỳ Vương quốc Liên hiệp Anh và Bắc Ireland còn xuất hiện trên nhiều Quốc kỳ và các lá cờ khác, đặc biệt là Quốc kỳ ở các quốc gia và vùng lãnh thổ Châu Đại Dương (Úc, New Zeland, Fiji, Tuvalu, Quần đảo Pitcairn, Quần đảo Cook, Niue) và cờ của tiểu bang Hawaii của Hợp chúng quốc Hoa Kỳ.